# باشگاه فوتبال المجزل
باشگاه فوتبال المجزل (به عربی: نادي المجزل السعودي‎) یک باشگاه فوتبال عربستانی مستقر در المجمعه است که هم اکنون در لیگ دسته سوم عربستان سعودی بازی می‌کند. ورزشگاه خانگی آنها ورزشگاه شهری المجمعه است.
در ۲۳ آوریل ۲۰۱۶، المجزل با قهرمانی در لیگ دسته اول عربستان سعودی در فصل ۱۶-۲۰۱۵، اولین عنوان قهرمانی خود در لیگ را کسب کرد و برای اولین بار به لیگ حرفه‌ای عربستان صعود کرد. با این حال، در ۲۱ ژوئیهٔ ۲۰۱۶، فدراسیون فوتبال عربستان سعودی به دلیل رسوایی تبانی در مسابقات، تصمیم گرفت عنوان قهرمانی و صعود آنها را از آنها سلب کند و آنها را به رتبه آخر در لیگ دسته اول عربستان سعودی در فصل ۱۶–۲۰۱۵ تنزل دهد و به این ترتیب به لیگ دسته دوم عربستان سعودی سقوط کرد.